# Joan Barrau i Fill
Joan Barrau i Fill (Cabrera de Mar, 1783 - Barcelona, 29 de desembre de 1852) fou un reconegut teixidor català.

## Biografia
Va néixer el 1782 o 1783 a Cabrera de Mar, fill de Josep Barrau i d'Àngels Fill, ambdós de Cabrera.
Havia començat com un humil teixidor de mescles, que utilitzava fibres diferents. El 1810 ja s'havia traslladat amb la família a Barcelona, a on van obrir un taller al carrer Gignàs, número 42; que anys després es va traslladar al carrer del Correu Vell. El 1838 presentava uns teixits de llana caixmir, que s'utilitzava per fer pantalons i armilles i que fins aleshores s'havien d'importar. Els diversos teixits de caixmir, de setí i de vellut de seda dels Barrau van guanyar una medalla de plata a l'Exposició del 1827, i una altra a l'Exposició de Madrid del 1841; i també foren presents a l'Exposició de Barcelona del 1844.
Es va casar el 1805 amb Antònia Cortès i Vallonesta (?-1865), amb la qual tingué tres fills: l'inventor Jacint Barrau i Cortès, Josep Barrau i Cortès (relacionat amb L'Auxiliar de la Indústria) i Joan Barrau i Cortès.